# Мартынюк, Михаил Миронович
Мартынюк Михаил Миронович (род. 20 декабря 1925, Лихачи, Полесское воеводство, Польская Республика — умер 16 сентября 2017 года в Москве) — советский и российский математик и физик. Доктор физико-математических наук, почётный профессор Российского университета дружбы народов.

## Биография
Михаил родился в небольшом селе Лихачи, рядом с Пружанами, на украинско-белорусском рубеже в Берестейщине (которая тогда находилась в составе Польши, ныне Пружанский район Брестской области). Старший сын в крестьянской семьи Мартынюков был способным мальчиком, и после начальной школы окончил Пружанскую гимназию имени Адама Мицкевича.
Во времена Великой Отечественной войны, когда полесское село оккупировали немцы, ушёл вместе с частью населения в партизаны. А после очередной партизанской вылазки, когда был сожжён полицейский участок, захватчики совершили карательную экспедицию, расстреляв всех мужчин села на глазах односельчан. Подростка Мишу тогда спасло только знание немецкого языка. Поэтому 17 июля 1942 года Михаил остался без отца. После освобождения села юноша пошёл в армию и служил в зенитно-артиллерийском полку.
После войны Михаил Мартынюк работал учителем немецкого языка в местной школе. Затем подал документы в университет и, учась заочно, работал учителем в селах Красное, Рудники, городах Малышей и Ивацевичи.
В начале 1960-х годов Михаил перебрался в Москву, чтобы продолжить обучение и получить учёную степень. В 1963 году он окончил аспирантуру и остался в университете, преподавая физику. Вся дальнейшая его преподавательская карьера была связана с Университетом дружбы народов имени Патриса Лумумбы, который он покинул в возрасте почти 90 лет, 23 июня 2015 года, будучи профессором-консультантом кафедры прикладной физики.
Скончался 16 сентября 2017 года.

## Издания
Михаил Мартынюк автор более 120 научных трудов. В научном кругу известны две его монографии. Кроме того, им была издана автобиографическая книга о перипетиях его жизни.
- «Электронная эмиссия: Учебное пособие» / Н. Н. Мартынюк ; Министерство высшего и среднего специального образования СССР, 85,(4). ил. 20 см, М. Издательство Университета дружбы народов / 1985 г.;
- «Параметры критической точки металлов: Учебное пособие» / Н. Н. Мартынюк ; Государственный комитет СССР по народному образованию, 62,(1). ил. 20 см, М. Издательство Университета дружбы народов / 1989 г.;
- «Зигзаги жизни: Автобиографическая повесть; Трудный путь в науку» / Г. Н. Мартынюк; — М.:Издательство Университета дружбы народов Издательство Университета дружбы народов, 2006 г. — 221 ст. — ISBN 9785209009597.

## Патенты ученого
- Устройство для получения металлического порошка[5]
- Способ распыления жидкости[6]
- Устройство для получения металлических порошков[7]
- Способ разрушения твердых сред струей жидкости и устройство для его осуществления[8]